# Uricani
Uricani (veraltet Uricani-Hobițeni, Uricani-Hobiceni; ungarisch Urikány oder Hobicaurikány, deutsch Goldenbach) ist eine Kleinstadt im Kreis Hunedoara in Rumänien.

## Lage
Uricani liegt am Fluss Jiul de Vest (Westlicher Schil) im Bergbaugebiet Schiltal zwischen den Gebirgen Retezat im Norden und Vâlcan im Süden. Die Kreishauptstadt Deva liegt etwa 125 Kilometer (ca. 65 km Luftlinie) nördlich von Uricani entfernt.

## Geschichte
Uricani ist eine relativ spät entstandene Siedlung, die vermutlich seit Ende des 18. Jahrhunderts existiert. 1786 wurde sie unter der Bezeichnung Uricani-Hobiceni (ungarisch Hobiczény és Felső Urikány) erstmals urkundlich erwähnt. Die ersten Siedler waren Rumänen, kamen aus den Dörfern Hobița und Uric in der Umgebung von Hațeg und benannten die neue Siedlung nach ihren Heimatorten. Zunächst waren die Forstwirtschaft und die Viehzucht die wichtigsten Erwerbszweige. Bald jedoch spielte der Bergbau auf Stein- und Braunkohle die vordergründige Rolle. 1857 wurde eine Kokerei in Betrieb genommen. Die rasche wirtschaftliche Entwicklung führte zu einem schnellen Bevölkerungsanstieg. Im Ergebnis des Ersten Weltkrieges gelangte der Ort von Österreich-Ungarn an Rumänien und erhielt den offiziellen Namen Uricani. Nach dem Zweiten Weltkrieg wurde der Kohleabbau nochmals intensiviert. 1965 erhielt Uricani den Status einer Stadt. Der wirtschaftliche Umbruch nach der Revolution 1989 führte zur Schließung eines Teils der Kohlegruben und  machte viele Bergleute arbeitslos.
Heute lebt die Stadt außer vom Bergbau und der Landwirtschaft vorwiegend vom Handel und vom Tourismus.

## Bevölkerung
1850 waren auf dem Gebiet der heutigen Stadt 615 Einwohner registriert, von denen 461 in Uricani, die übrigen 154 in den heute eingemeindeten Ortschaften lebten. 609 waren Rumänen und sechs Roma. Bis 1992 war ein deutlicher Bevölkerungszuwachs zu verzeichnen (12.835). Bei der Volkszählung 2002 lebten in Uricani 10.227 Personen, davon 9222 in der eigentlichen Stadt und 1005 in den Katastralgemeinden. 9719 bezeichneten sich als  Rumänen, 435 als Ungarn und 47 als Roma.

## Verkehr
Uricani liegt an der Nationalstraße Drum național 66A und verfügt über einen Bahnanschluss, der jedoch nur dem Güterverkehr dient. Es bestehen regelmäßige Busverbindungen nach Petroșani.

## Sehenswürdigkeiten
- landschaftlich reizvolle Umgebung (Retezat- und Vâlcan-Gebirge)

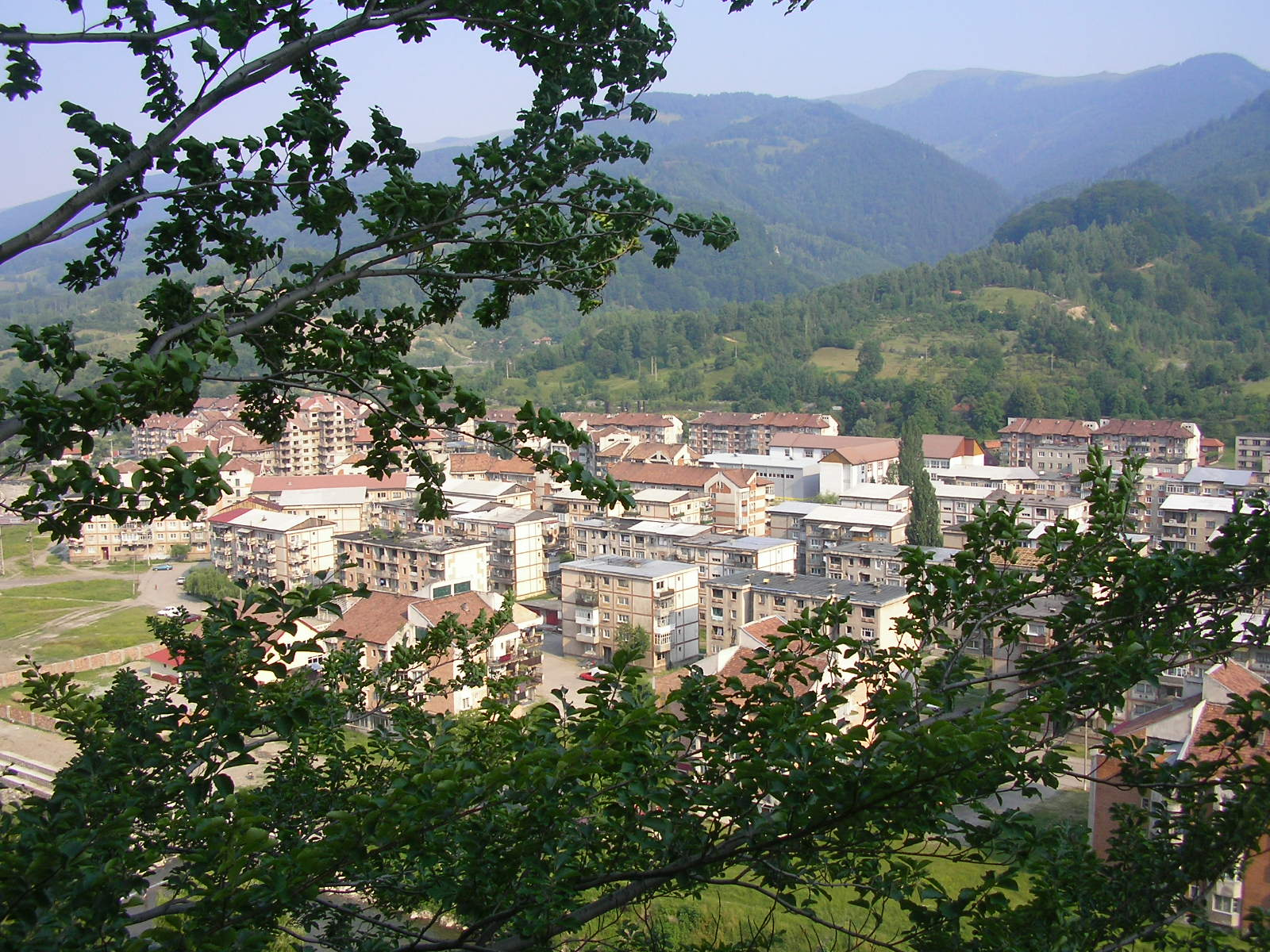
Blick auf Uricani
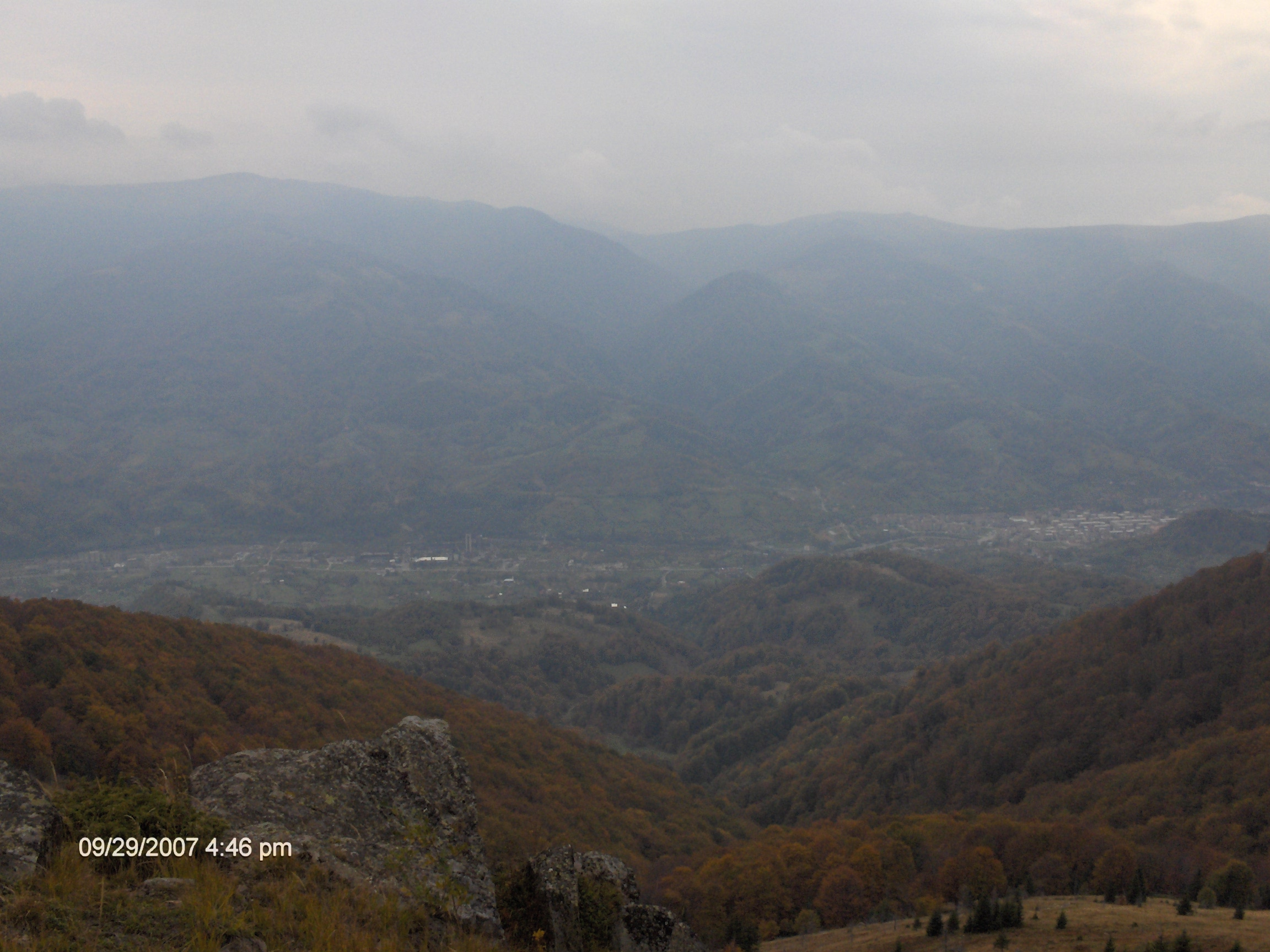
Uricani, im Hintergrund das Vâlcan-Gebirge